# Ommaya-Reservoir

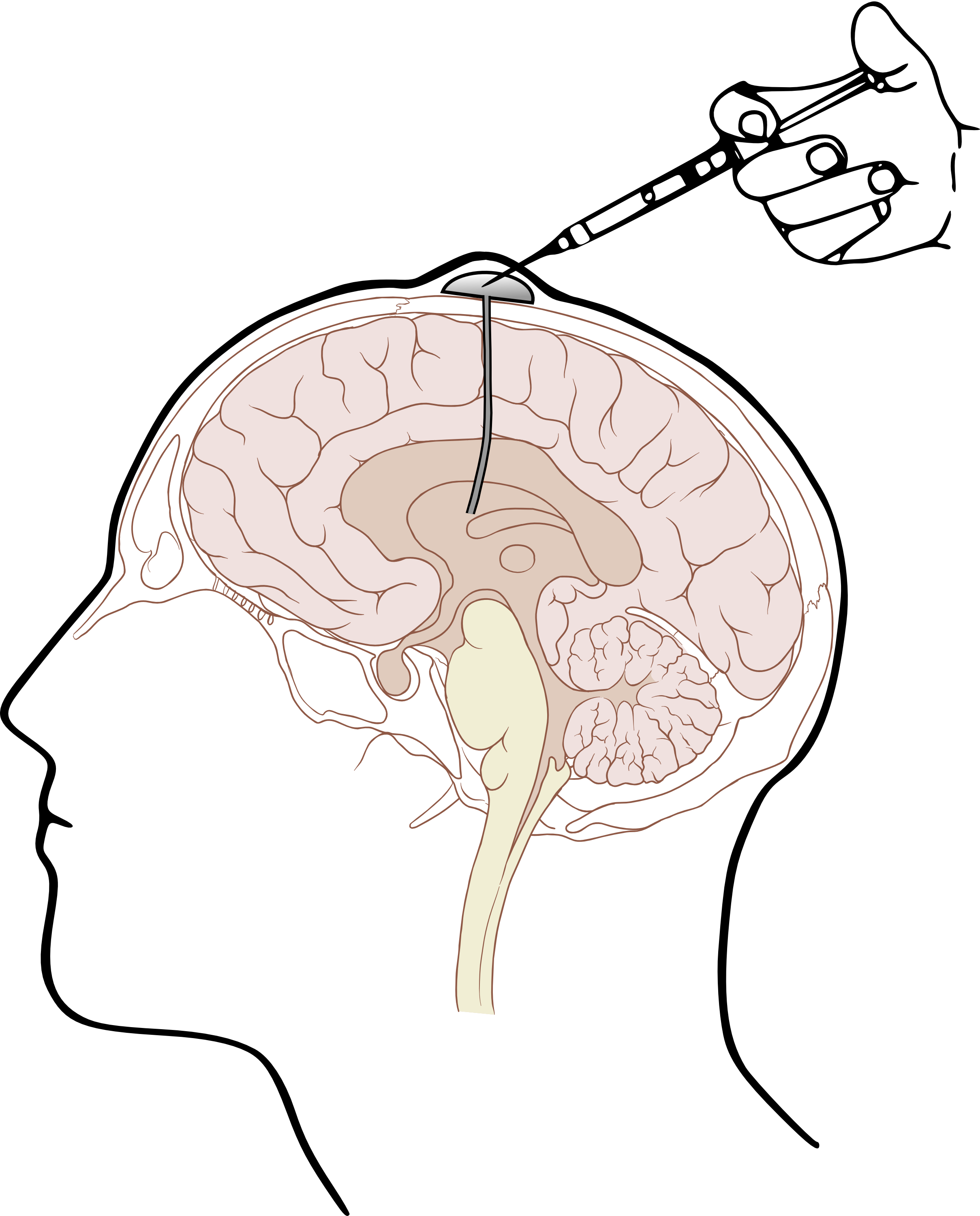
Schematische Darstellung eines Ommaya-Reservoirs

Ein Ommaya-Reservoir oder Rickham-Reservoir ist ein vor allem für die lokoregionale Chemotherapie von Hirntumoren eingesetztes Kathetersystem, das in das Ventrikelsystem des Gehirns implantiert wird.

## Name
Das Ommaya-Reservoir ist nach dem pakistanischen Neurochirurgen Ayub Khan Ommaya (1930–2008) benannt, der es 1963 erfand.

## Anwendung und Aufbau
Ein Ommaya- oder Rickham-Reservoir wird im Wesentlichen zur Therapie von Hirntumoren verwendet. Dabei wird über das Reservoir ein Zytostatikum in den Liquor cerebrospinalis („Gehirnflüssigkeit“) abgegeben (intrathekal). Dieses Verfahren umgeht die Blut-Hirn-Schranke, da diese bei vielen systemisch verabreichten Wirkstoffen deren Transport zum Gehirn verhindert. Es kann ebenfalls bei Schmerzsyndromen mit zentraler Spastik implantiert werden. Ein weiterer Einsatzbereich findet sich in der Neugeborenenmedizin, wenn bei kleinen Frühgeborenen zum Beispiel nach einer Hirnblutung die Hirnwasser-Resorption gestört ist und eine Ableitung zum Verhindern eines Wasserkopfes notwendig ist. Da die Anlage einer dauerhaften Ableitung mit einem Shuntsystem erst ab einem bestimmten Gewicht und unter bestimmten Voraussetzungen möglich ist, wird eine externe Ableitung mit einem Reservoir überbrückend eingesetzt, die regelmäßig von außen punktiert werden kann.

Schnittzeichnung eines Rickham-Reservoirs

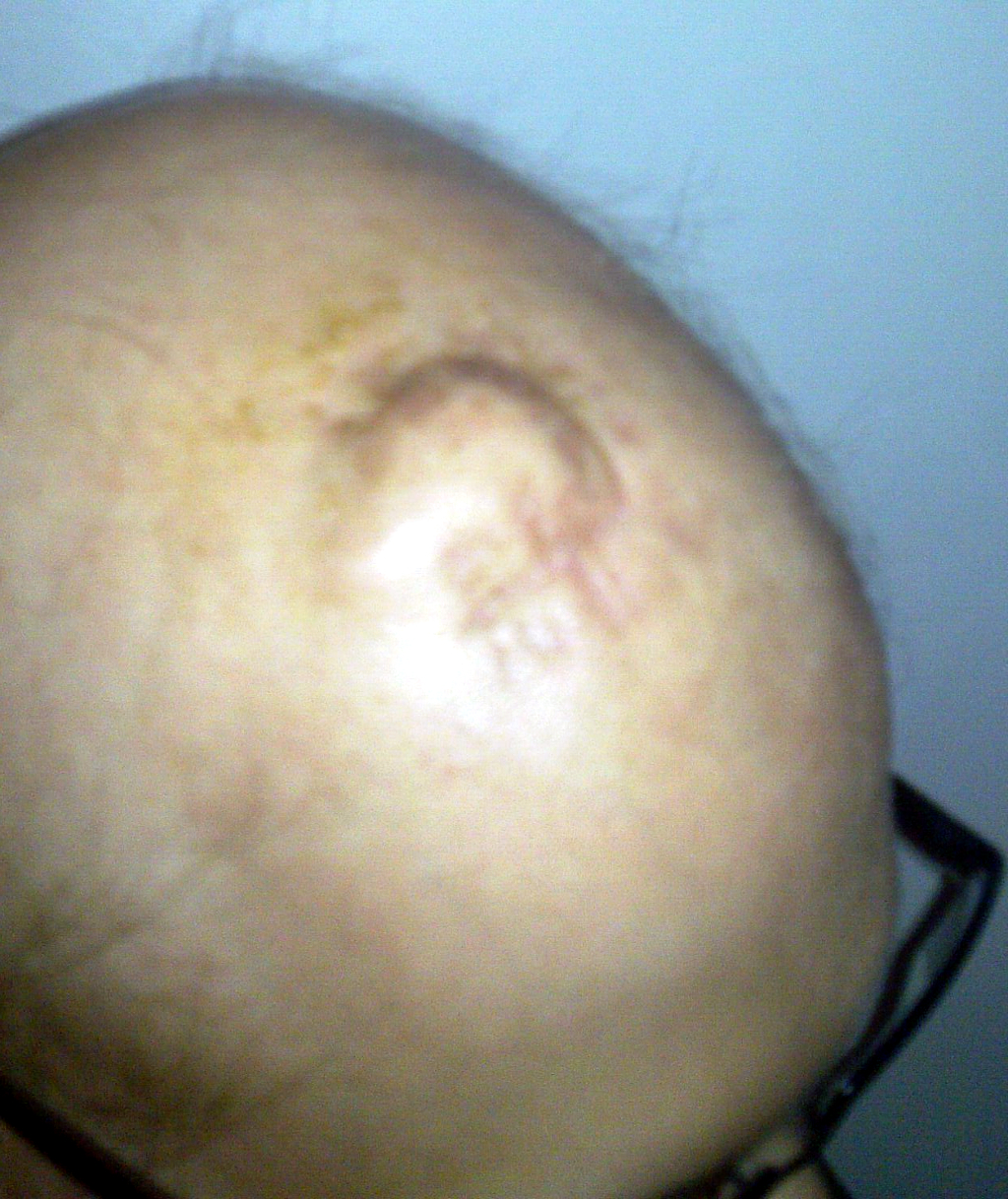
Rickham-Reservoir implantiert in das Ventrikelsystem des Gehirns.

Das Ommaya-Reservoir besteht aus einem kleinen kissenförmigen Kunststoff-Behälter, der unter der Kopfhaut (subgaleal) liegt. Das Reservoir wird in einer kurzen neurochirurgischen Operation unter die Kopfhaut implantiert, so dass der Katheter ins Vorderhorn des Seitenventrikels der nicht dominanten Hemisphäre gelegt werden kann. Ein dünner Schlauch, der Ventrikelkatheter, der mit dem Reservoir verbunden ist, reicht in einen mit Liquor gefüllten Hohlraum (ein Ventrikel) hinein. Über eine dünne Kanüle kann das Reservoir angestochen  werden. Dabei kann zum einen Flüssigkeit aus der Operationshöhle – beispielsweise für diagnostische Zwecke – entnommen werden (Liquorpunktion), und zum anderen können Wirkstoffe oder Diagnostika in den Ventrikel appliziert werden. Das Rickham-Reservoir hat im Gegensatz zum Ommaya-Reservoir einen Metallboden.
Bei der Implantation besteht ein geringes Blutungsrisiko und ein Infektionsrisiko von bis zu 20 % sowie ein allgemeines Anästhesie-Risiko.